# Atlético Potosino
Az Atlético Potosino egy megszűnt mexikói labdarúgócsapat. Otthona San Luis Potosí fővárosa, San Luis Potosí volt. Sokáig szerepelt az első osztályú bajnokságban, de bajnok soha sem volt. Legjobb eredménye, hogy háromszor is bejutott a rájátszás negyeddöntőjébe.

## Története
Az 1968-ban alapított Atlético Potosino 1973-ban a másodosztályú bajnokság elődöntőjéig jutott, de mivel a következő évben 18-ról 20-ra növelték az első osztály részt vevő csapatainak számát, ezért ők is feljuthattak a legfelső osztályba. Az 1976-os bajnokság végén az utolsó helyen végeztek, ezért majdnem kiestek, de még egy utolsó mérkőzéspárt játszhattak az utolsó előtti Atlante ellen, ahol végül sikerült összesítésben 2–1-re győzniük, így elkerülték a kiesést. A következő években háromszor is eljutottak a negyeddöntőig, de 1989-ben megint utolsók lettek és kiestek. Később a klub teljesen megszűnt.

## Bajnoki eredményei
A csapat első osztályú szereplése során az alábbi eredményeket érte el:
| Év          | Alapszakasz-helyezés | Eredmény a rájátszásban |
| ----------- | -------------------- | ----------------------- |
| 1974–1975   | 17. hely             |                         |
| 1975–1976   | 20. hely             |                         |
| 1976–1977   | 6. hely              | Negyeddöntős            |
| 1977–1978   | 17. hely             |                         |
| 1978–1979   | 5. hely              | Negyeddöntős            |
| 1979–1980   | 16. hely             |                         |
| 1980–1981   | 14. hely             |                         |
| 1981–1982   | 9. hely              |                         |
| 1982–1983   | 11. hely             | Negyeddöntős            |
| 1983–1984   | 19. hely             |                         |
| 1984–1985   | 14. hely             |                         |
| Prode 1985  | 20. hely             |                         |
| México 1986 | 13. hely             |                         |
| 1986–1987   | 7. hely              |                         |
| 1987–1988   | 19. hely             |                         |
| 1988–1989   | 20. hely             |                         |